# Distrito electoral de De Witt (condado de Saline, Nebraska)
De Witt (en inglés: De Witt Precinct) es un distrito electoral ubicado en el condado de Saline en el estado estadounidense de Nebraska. En el Censo de 2010 tenía una población de 695 habitantes y una densidad poblacional de 7,45 personas por km².

## Geografía
De Witt se encuentra ubicado en las coordenadas 40°23′36″N 96°58′16″O / 40.39333, -96.97111. Según la Oficina del Censo de los Estados Unidos, De Witt tiene una superficie total de 93.34 km², de la cual 92.86 km² corresponden a tierra firme y (0.52%) 0.48 km² es agua.

## Demografía
Según el censo de 2010, había 695 personas residiendo en De Witt. La densidad de población era de 7,45 hab./km². De los 695 habitantes, De Witt estaba compuesto por el 96.69% blancos, el 0.72% eran afroamericanos, el 0.72% eran amerindios, el 0.29% eran asiáticos, el 0.72% eran de otras razas y el 0.86% pertenecían a dos o más razas. Del total de la población el 2.45% eran hispanos o latinos de cualquier raza.